# Sergej Prokoedin-Gorski
Sergej Michajlovitsj Prokoedin-Gorski (Russisch: Серге́й Миха́йлович Проку́дин-Го́рский) (Moerom, 31 augustus [O.S. 19 augustus] 1863 – Parijs, 27 september 1944) was een Russische fotograaf. Hij wijdde zijn leven aan de vooruitgang van de fotografie.

## Leven
Hij volgde een opleiding in de scheikunde en studeerde bij gerenommeerde wetenschappers, onder wie Mendelejev en Adolf Miethe, in Sint-Petersburg, Berlijn en Parijs en ontwikkelde vroege technieken voor het maken van kleurenfoto's.
Zijn onderzoek leidde tot patenten voor het produceren van kleurenfoto's en voor de projectie van kleurenfilm. Rond 1905 kreeg hij het idee om met deze nieuwe technologie een systematische inventarisatie in kleurenfoto's te maken van het Russische rijk. Hij wilde met dit ambitieuze project de schoolkinderen van Rusland onderwijzen over de geschiedenis, cultuur en modernisatie van het rijk.
Hij kreeg van tsaar Nicolaas II de beschikking over een speciale treinwagon die als donkere kamer was ingericht. Met geschreven toestemming om normaliter niet toegankelijke gebieden te betreden en de medewerking van de rijksbureaucraten documenteerde hij tussen 1909 en 1915 het Russische Rijk.
Na de revolutie verliet hij Rusland in 1918 en ging eerst naar Noorwegen en Engeland voordat hij zich vestigde in Parijs, waar hij woonde tot zijn dood in 1944.

## Werk
Zijn proces gebruikte een camera die snel achter elkaar drie monochrome opnamen maakte met een groen, rood en blauw gekleurd filter. Door deze drie beelden met correct gekleurd licht te projecteren, werd het originele kleurenbeeld weer verkregen. Hij heeft geen systeem kunnen vinden om de beelden ook in kleur af te drukken.
Zijn foto's bieden een indringend beeld van een verloren wereld: het Russische rijk aan de vooravond van de Eerste Wereldoorlog en de Russische Revolutie. Zijn onderwerpen lopen van middeleeuwse kerken en kloosters van het oude Rusland, via spoorwegen en fabrieken van een ontluikende industriële natie tot het dagelijkse leven en werk van Ruslands zeer diverse bevolkingsgroepen.
In 1948 kocht de Library of Congress van zijn erfgenamen de glasplaten waarop hij zijn beelden had vastgelegd.
In 2001 werd met dit materiaal een tentoonstelling ingericht (The Empire that was Russia). Hiertoe werden de glasplaten gescand en digitaal verwerkt tot kleurenfoto's. In 2004 werd Blaise Agüera y Arcas door de Amerikaanse Library of Congress ingehuurd om van elk van de 1902 negatieven een digitale kleurenversie te produceren. Een volledige beschrijving van zijn proces en een lijst van andere sites waarop digitale afbeeldingen te vinden zijn vindt men in de beschrijving van de verzameling van de Library of Congress.

## Galerij

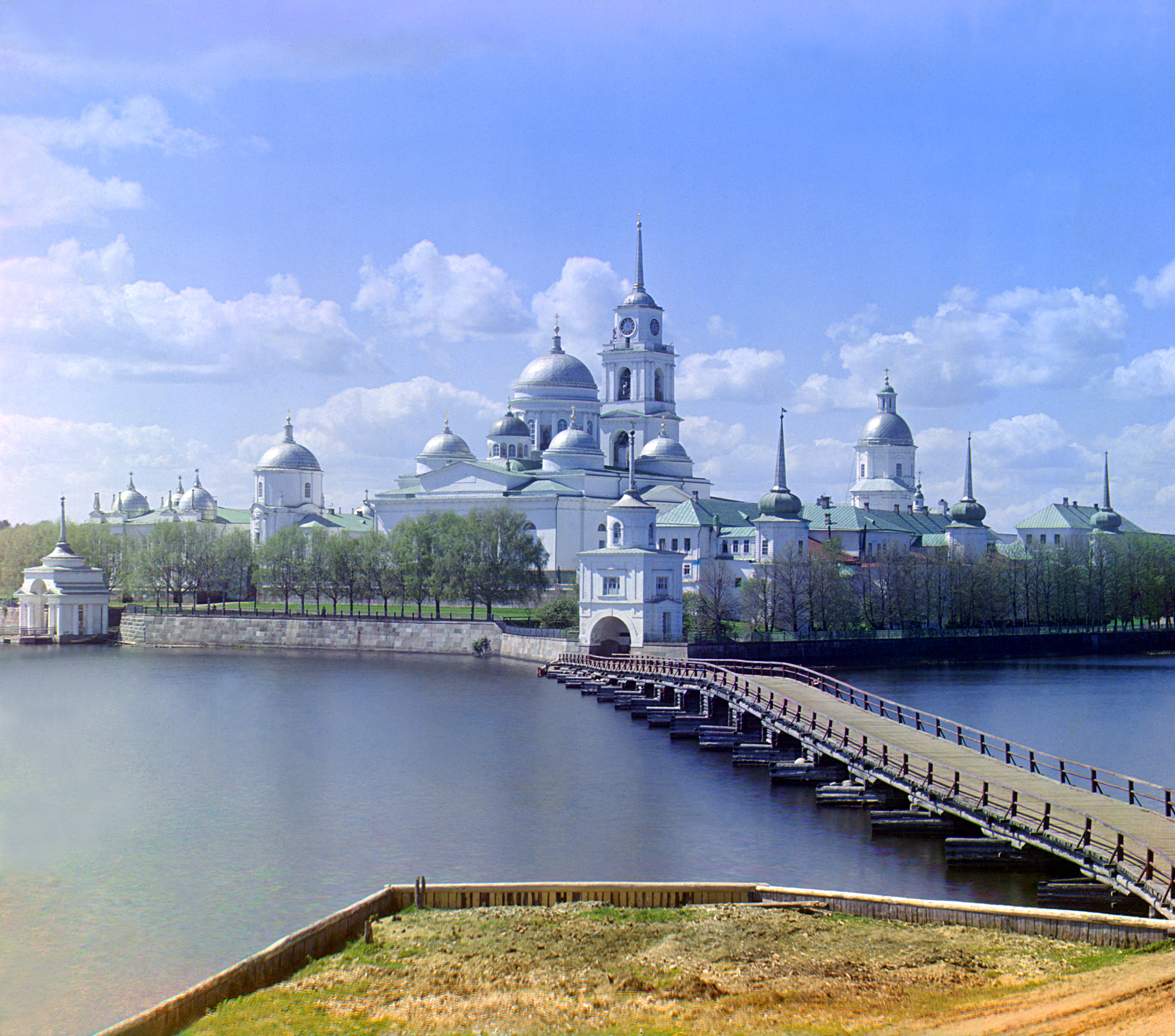
Nilovklooster op het eiland Stolbny, Rusland
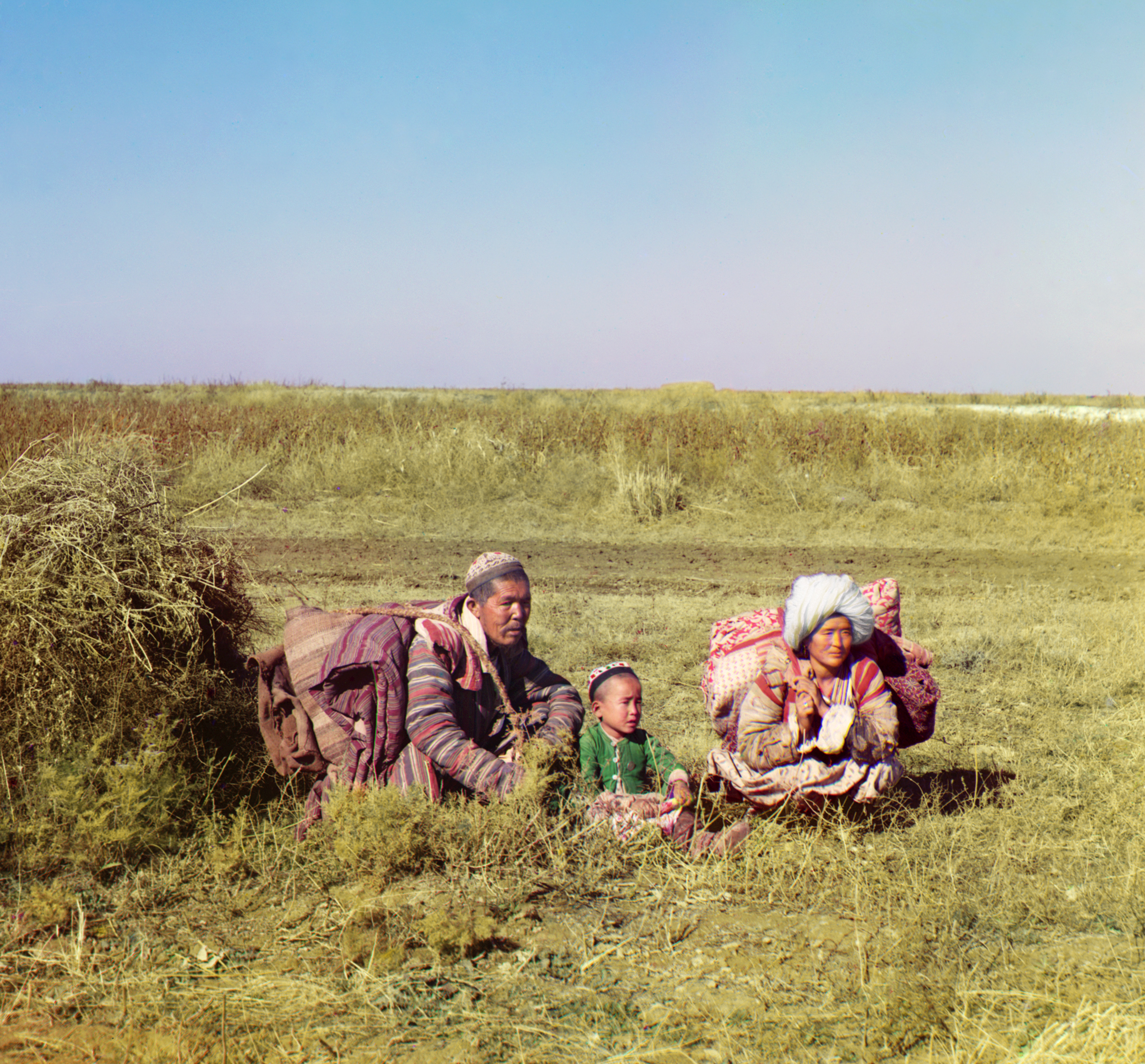
Nomaden op de Hongersteppe in Oezbekistan, 1911
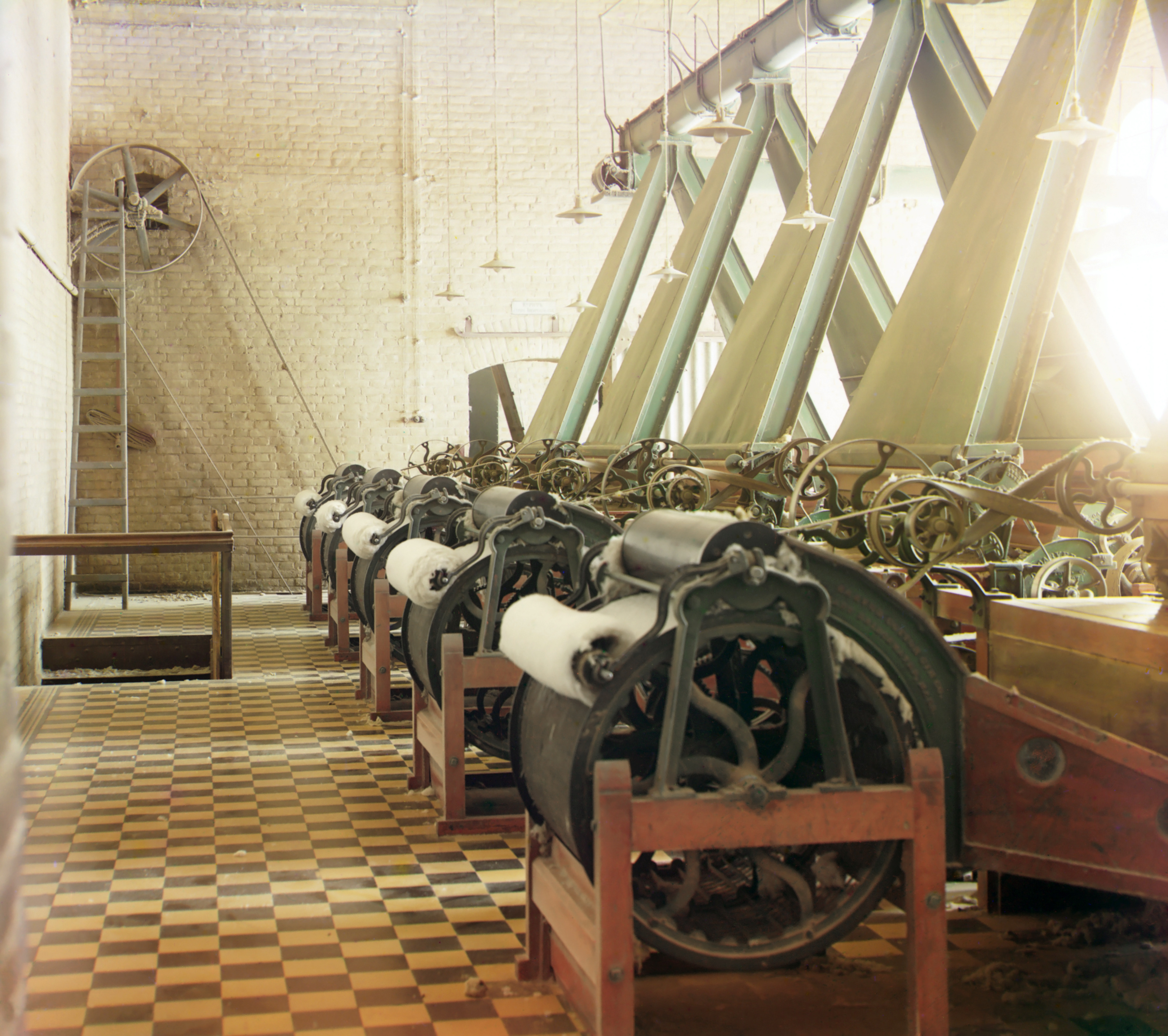
Interieur van een textielmolen, Bayramaly, Turkmenistan